# Isar (rivière allemande)
Pour les articles homonymes, voir Isar.
L'Isar est une rivière de Bavière en Allemagne, affluent droit du fleuve le Danube.

## Étymologie
Son nom serait d'origine indo-européenne et peut être rapproché de celui d'autres rivières européennes telles que l'Isère, l'Oise (jadis Isara qui donna « Isarien », les habitants du département), l'Isel (Autriche), l'Isarco (Italie), l’Yser, l'IJssel (Pays-Bas) et la Jizera.

## Géographie
L'Isar prend sa source au nord-ouest de l'Autriche, pénètre rapidement en Allemagne où il draine le plateau bavarois, arrosant notamment Munich, Freising et Landshut. Il rejoint la rive droite du Danube à Deggendorf, à 2 282 km de l'embouchure du fleuve. Lors des dernières glaciations, sa vallée supérieure a été façonnée par le glacier de l'Isar-Loisach.
Ses principaux affluents sont le Jachen, la Loisach et l'Amper sur la rive droite et la Würm sur la rive gauche.
Les eaux de l'Isar sont tout d'abord retenues dans le lac artificiel de Sylvenstein (de) (où fut englouti puis reconstruit sur la nouvelle berge le village de Fall, production d'hydroélectricité et réservoir d'eau potable pour la ville de Munich). Un autre lac artificiel au nord-est de Munich sert à l'élevage de poissons.

## Histoire
En 763 on a la première trace écrite de Tschlin sous la forme « Isura ». À la suite de leurs exécutions le 16 octobre 1946, les cendres des criminels de guerre nazis Joachim von Ribbentrop, Hans Frank, Wilhelm Keitel, Alfred Jodl, Alfred Rosenberg, Ernst Kaltenbrunner, Wilhelm Frick, Arthur Seyss-Inquart, Fritz Sauckel et Julius Streicher sont dispersées dans l'Isar, comme celles de Hermann Göring qui s'était suicidé la nuit précédente.

## Aménagement
L'Isar était utilisé autrefois pour le flottage du bois, les troncs d'arbres étant assemblés pour former un radeau dirigé à l'aide d'un gouvernail. Cette activité n'existe plus aujourd'hui qu'à titre de loisir : des radeaux spécialement construits dans ce but transportent des groupes et un orchestre de jazz ou de musique traditionnelle bavaroise depuis un point d'embarquement situé en amont au pied des Alpes.
De 2009 à 2011, la municipalité de Munich a entrepris de grands travaux de renaturalisation du lit de l'Isar, nommé plan Isar, avec notamment la création de l'île Weiden (Île aux Saules en français) reconstruite artificiellement entre les ponts Wittelsbach et de Reichenbach. On a pu observer pendant quelques années un castor vivant à proximité du Deutsches Museum en plein centre-ville.

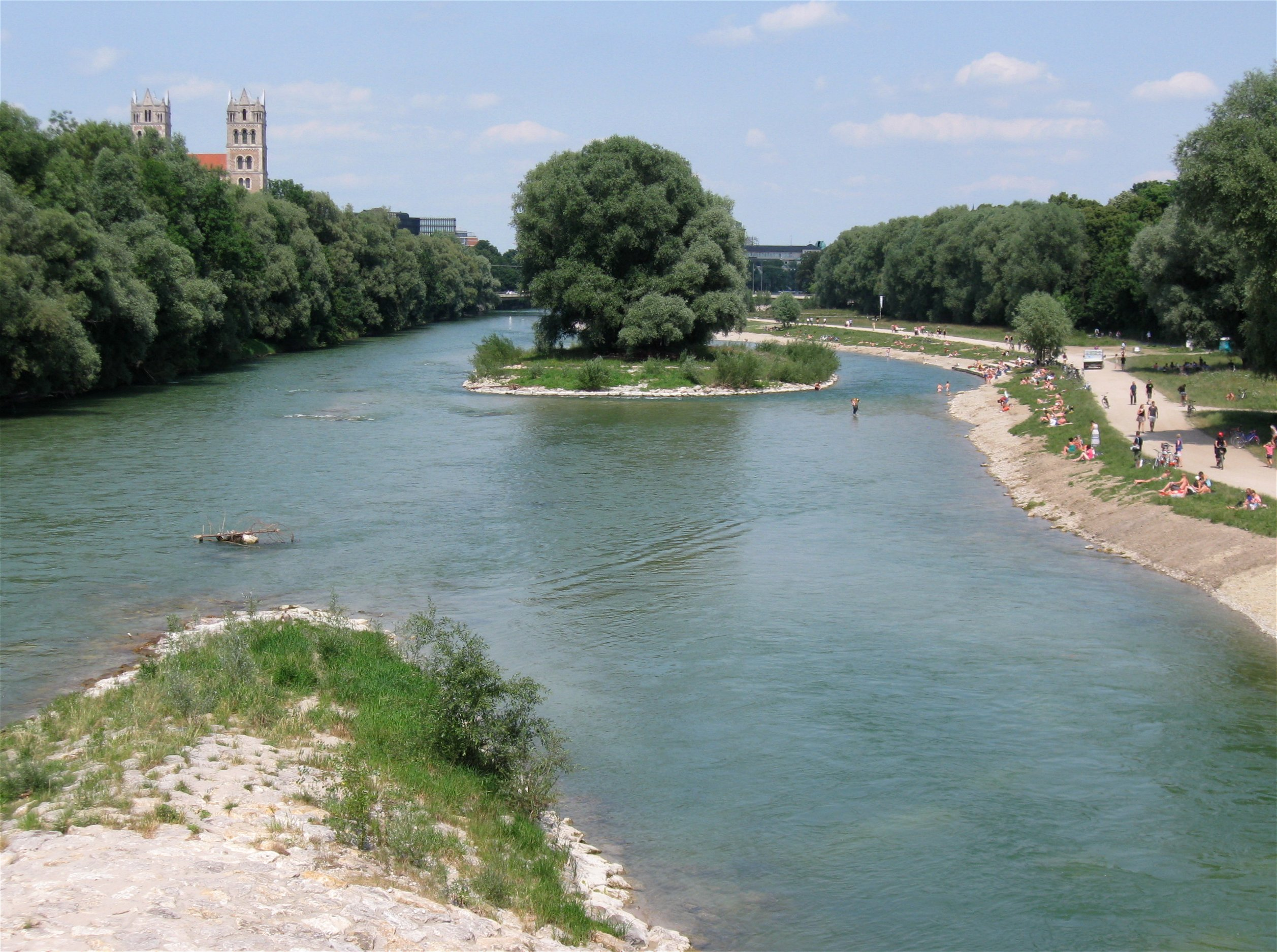
L'Isar domestiqué à Munich.
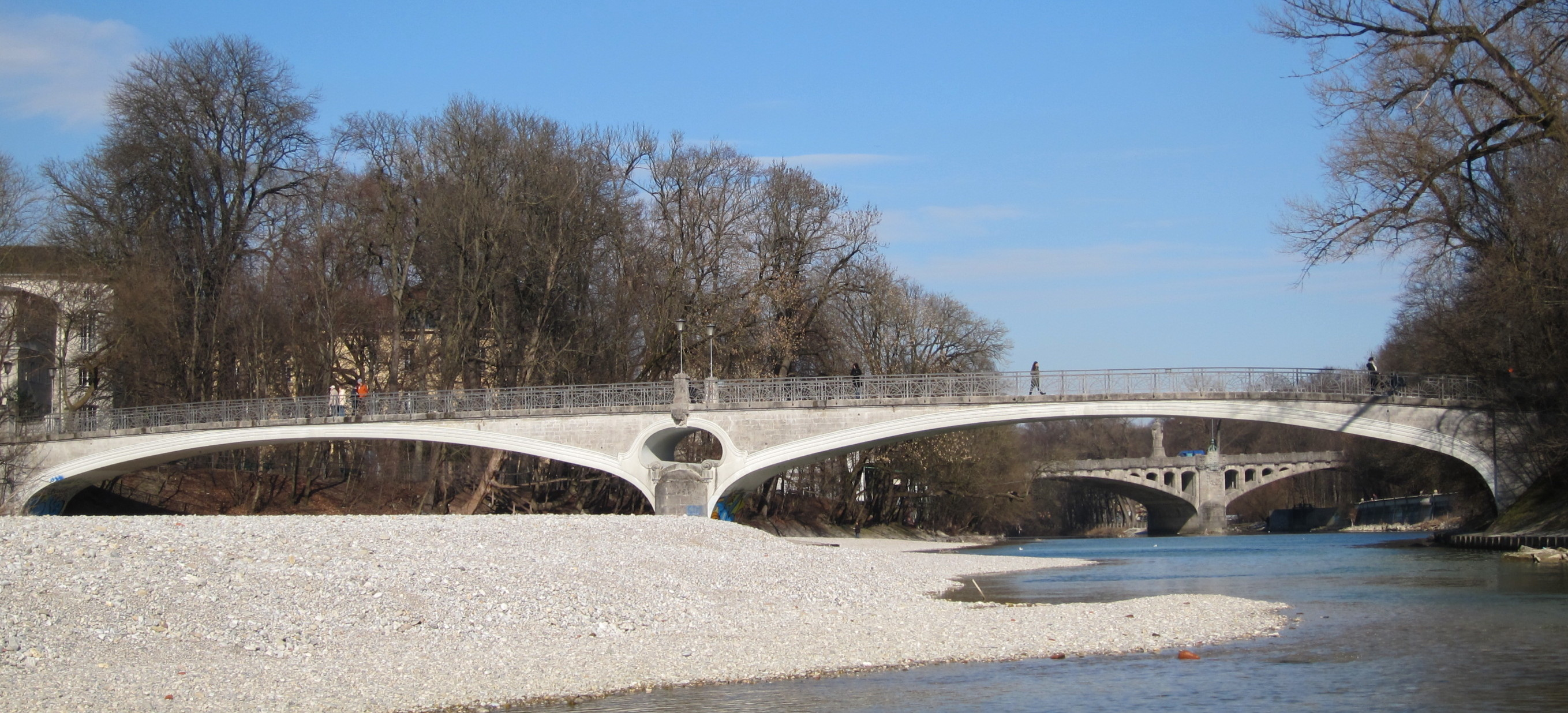
L'Isar à Munich, enjambé par le pont Kabelsteg.
Le pont-barrage Wehrsteg, à Munich.